# Legio III Gallica

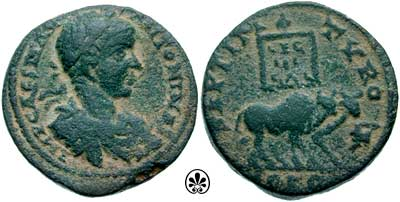
Moneda acuñada por Heliogábalo. En el reverso puede verse la insignia y símbolo de la III Gallica.

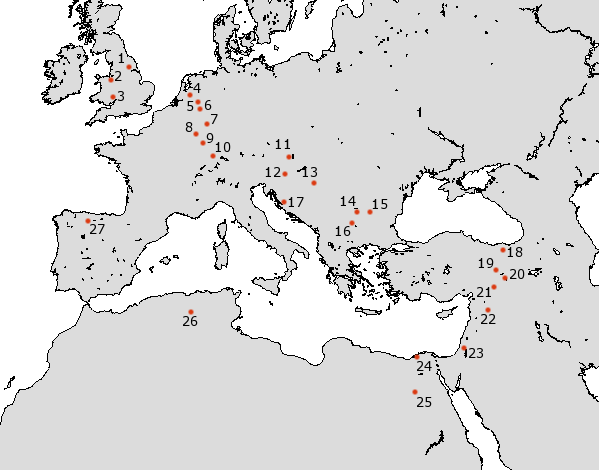
Localización de los campamentos de las legiones romanas en el año 80. La Legio III Gallica, con el número 22, se situaba en Oriente.

Legio III Gallica (Tercera legión «gala») fue una legión romana, creada en el 49 a. C. por Julio César. El último registro de la actividad de esta legión está fechado a principios del siglo IV, en el actual Oriente Medio. El símbolo de esta legión era el toro.

## De César hasta Actium
La III Gallica fue reclutada por César en el inicio de la guerra civil contra la facción conservadora del senado, liderada por Pompeyo. El sobrenombre indica que sus hombres sirvieron en las provincias de la Galia. 
La legión sirvió bien a su creador, pues participó en todas las campañas de Julio César contra sus enemigos, estando presente en las batallas de Farsalia y Munda.
Después de la muerte de César en 44 a. C., la III Gallica fue integrada en el ejército que Marco Antonio llevó hacia el Oriente para la campaña contra el Imperio Parto, que nunca llegó a ser consumada. De vuelta a Italia, formó parte del ejército que Fulvia y Lucius Antonius, la esposa y el hermano más joven de Marco Antonio, movilizaron en su revuelta contra César Augusto. El episodio acabó poco después, con la rendición de Peruggia en el invierno de 41 a. C., y Fulvia tuvo que exiliarse. 
Después de la batalla de Actium, en 30 a. C., la III Gallica fue de nuevo enviada a Oriente, pasando a formar parte de la guarnición de la provincia de Siria, instalada en el campamento legionario de Raphanea

## SigloI
La III Gallica fue una de las legiones usadas por Cneo Domicio Corbulón en su campaña contra los armenios. La victoria fue de tal magnitud que Nerón se sintió amenazado por Corbulón y ordenó su suicidio. 
Inmediatamente después, la III Gallica fue transferida a Moesia, en la frontera del Danubio. El año de los cuatro emperadores (69), la legión acompañó los ejércitos del Danubio en apoyo primero de Otón, y después de Vespasiano. La legión desempeñó un papel importante en las Batallas de Bedriacum contra Vitelio y en la subida en la dinastía Flavia al trono imperial. Después de esta guerra civil, la legión fue de nuevo enviada a Oriente.

## SigloII
La legión luchó en las revueltas de los judíos del siglo II. Participaron también en las campañas de Lucio Vero (161-166) y Septimio Severo (197-198) contra el Imperio Parto.

## SiglosIIIyIV
En 219 la III Gallica fue disuelta por el emperador Heliogábalo, después de una tentativa de usurpación por su comandante Vero, y sus legionarios fueron incorporados a otras legiones, sobre todo a la Legio III Augusta, estacionada en el Norte de África. La unidad fue restablecida por Alejandro Severo y enviada de nuevo a Oriente, donde en 323 se obtiene su último registro conocido.